# Egypten i olympiska sommarspelen 1948
Egypten deltog med 85 deltagare vid de olympiska sommarspelen 1948 i London. Totalt vann de två guldmedaljer, två silvermedaljer och en bronsmedalj.

## Medaljer

### Guld
- Mahmoud Fayad - Tyngdlyftning, 60 kg.
- Ibrahim Shams - Tyngdlyftning, 67,5 kg.

### Silver
- Ali Mahmoud Hassan - Brottning, bantamvikt, grekisk-romersk.
- Attia Hamouda - Tyngdlyftning, 67,5 kg.

### Brons
- Ibrahim Orabi - Brottning, lätt tungvikt, grekisk-romersk.